# Walram (hrabia Jülich)
Walram (zm. w 1297) – hrabia Jülich od 1278.

## Życiorys
Walram był drugim synem hrabiego Jülich Wilhelma IV z jego pierwszego małżeństwa z Małgorzatą, córką hrabiego Geldrii Gerarda III. Do 1279 był prepozytem kapituły w Akwizgranie. Gdy w 1278 jego ojciec i starszy brat Wilhelm (V) zostali zabici w Akwizgranie, objął następstwo po nich. Aktywnie uczestniczył w wojnie o sukcesję limburską po stronie księcia Brabancji Jana I. W 1288 wziął udział w bitwie pod Worringen, w której znalazł się w szeregach zwycięzców. W 1296 poślubił Marię, wnuczkę księcia Brabancji Henryka III.